# Tentative de coup d'État de 2006 à Madagascar
La République malgache s'est dotée d'institutions démocratiques. Cependant une vie politique relativement agitée vient enrayer périodiquement un fonctionnement institionnel qui se voudrait huilé.
Le dernier épisode en date est la tentative de prise du pouvoir par un général en disponibilité de l'armée malgache. Le général Randrianafidisoa a proclamé le 17 novembre 2006 la mise en place d'un directoire militaire et s'est retranché au sein de la base aéronavale d'Ivato sur l'aéroport de Tananarive. Cette tentative, à contre-courant de l'opinion générale, a tourné court. La base d'Ivato a été reprise en main le lendemain par les éléments loyalistes de l'armée. Le président Ravalomanana continuant sa campagne électorale comme si de rien n'était. Un militaire a été tué au cours de ces évènements alors que le général Randrianafidisoa a pu quitter les lieux.
Après une disparition de quelques semaines, une fuite rocambolesque, émaillée d'une chute de moto, vers son village natal, le général Randrianafidisoa est finalement arrêté peu après son retour dans la capitale. Il est présenté au parquet le 19 décembre 2006.
7 autres officiers supérieurs sont aussi arrêtés ou recherchés.

## Sources
- Wanadoo Madagascar